# Wang Wei (Unternehmer)
Wang Wei (chinesisch 王衛 / 王卫, Pinyin Wáng Wèi, Jyutping Wong4 Wai6; * 10. Januar 1970 in Shanghai) ist ein chinesischer Milliardär, Geschäftsmann und Gründer von ShunFeng Express, einem chinesischen Zustelldienstunternehmen. 2022 betrug sein Vermögen 24 Milliarden US-Dollar, womit er zu den reichsten Personen in China gehört.

## Leben
Wang Wei wurde in Shanghai geboren. Sein Vater arbeitete als Russisch-Dolmetscher für die chinesische Luftwaffe und seine Mutter war Universitätsprofessorin. Im Alter von 7 Jahren zog Wangs Familie nach Hongkong, wo er die Grund- und Sekundarschule besuchte. Nach seinem Abschluss ging Wang nicht zur Universität, sondern begann im produzierenden Gewerbe zu arbeiten.
Wangs Karriere begann in den Druck- und Färbereien in Shunde, einem Handels- und Produktionszentrum in der Provinz Guangdong, mit Zugang zu Hongkong. In den frühen 1990er Jahren mussten die Fabriken in Shunde den Käufern aus Hongkong Proben liefern, hatten jedoch häufig Probleme mit langen Lieferverzögerungen. Um diesen Prozess zu beschleunigen, gründete Wang ShunFeng Express als kleinen Kurierdienst mit anfangs sechs Mitarbeitern. Bis zum Jahr 2017 ist Wang ShunFeng Express zu einem Logistikriesen aufgestiegen, der in mehreren Ländern aktiv ist und über 400.000 Mitarbeiter hat. Das Unternehmen ging 2017 in Shenzhen an die Börse.
2022 belegte er Platz 56 in der Rangliste der reichsten Personen weltweit.

## Persönliches
Wang Wei lebt in Hongkong und spricht sowohl Kantonesisch als auch Hochchinesisch (Stand End 2024).